# توماس وج‌وود

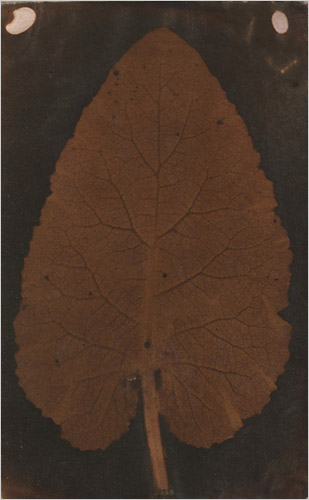
عکس کاغذ نمکی یک برگ، حدوداً در سال ۱۸۳۹

توماس وج‌وود (به انگلیسی: Thomas Wedgwood) (زادروز ۱۴ می ۱۷۷۱ – درگذشته ۱۰ جولای ۱۸۰۵) فرزند سفالگر انگلیسی جوزایا وج‌وود، که آزمایش‌هایی را در زمینهٔ عکاسی با همکاری هامفری دیوی انجام داده بود.
حدود سال‌های ۱۸۰۰ توماس وج‌وود، موفق به ایجاد عکس‌های خورشیدی با قرار دادن مستقیم اشیاء کدری همچون برگ‌ها بر روی چرمی اندود شده با نیترات نقره یا کلرید نقره شد. پس از نور خوردن زیر آفتاب قسمت‌های غیرپوشیده چرم به تدریج تیره گشتند، بنابراین بعد از برداشتن شیء شکل سیفیدی از آن اشیاء باقی ماند. متأسفانه وج‌وود نمی‌توانست محدوده‌های سفید را که همچنان به نور حساس بودند حفظ نماید، مگر با شستشوی تصویر با صابون یا صیقل دادن چرم پس از خشک شدن. حتی آن هم به تدریج تیره و محو می‌گردید. وج‌وود، به عنوان مسئول یک شرکت سفالگری، اغلب مواقع برای تهیه طرح کلی خانه‌های اشرافی جهت هماهنگی با طراحی سرویس‌های غذاخوری نیازمند کمرا ابسکیوراها بود. توماس سعی کرد با استفاده از کمرا ابسکیورا حاوی کاغذ اندود شده با نیترات نقره به تصاویر دست یابد، اما مواد مصرفی ضعیف‌تر از آن بود که ثبت انجام پذیرد. او تجربیات ناموفق خود را رها کرد، هیچوقت متوجه نشد که تا آستانه اختراع عکاسی پیشرفته. نتایج وج‌وود به سال ۱۸۰۲، دو سال قبل از مرگش، به وسیله دوست دانشمندش سر هامفری دیوی چاپ گشت.
وج‌وود در سال ۱۷۹۹ استفاده از مواد حساس به نور را بررسی کرد. او با این روش تصاویر حاصل از دوربین پین هول را تثبیت کرد. از این تصاویر در کارگاه سفالگری پدرش برای تزیین ظروف استفاده می‌شد. وج‌وود همچنین موفق شد روش فتوگرام را ابداع کند. فتوگرام روشی برای تولید کپی‌های عکاسی از برگ‌ها و اجسام دیگر بدون استفاده از دوربین بود.
یافته‌های وج وود در سال ۱۸۰۲ منتشر شد ولی تا سی سال بعد که تالبوت روندی تثبیت کننده یافت از این فرایند استفاده نمی‌شد.